# Park Przy Bażantarni
Park Przy Bażantarni – park na Ursynowie w Warszawie.

## Położenie i charakterystyka
Park znajduje się w stołecznej dzielnicy Ursynów, na obszarze MSI Natolin, pomiędzy ulicami: Jana Rosoła, Przy Bażantarni, aleją Komisji Edukacji Narodowej i aleją Kasztanową biegnąca wzdłuż ul. Kazimierza Jeżewskiego, w sąsiedztwie kościoła bł. Władysława z Gielniowa. Od wschodu graniczy z gospodarstwem ogrodniczym. Powierzchnia parku wynosi 9,0 ha.
Na terenie parku, na rogu al. Komisji Edukacji Narodowej i ul. Jeżewskiego, znajduje się pomnik pielgrzymki rycerza Andrzeja Ciołka.
Południowo-wschodnia część parku o powierzchni 5,4 ha ma charakter leśny. W części tej rośnie dąb szypułkowy chroniony od 1973 roku jako pomnik przyrody.

## Historia
Pas zieleni w miejscu późniejszego parku wyznaczono podczas projektowania od 1975 roku pasma rozwojowego Warszawy o nazwie Ursynów-Natolin. Architektem odpowiedzialnym m.in. za Natolin Południowy był Jacek Nowicki. Obszar zieleni postanowiono zachować jako szczególnie cenny ze względu na m.in. bycie częścią osi widokowej pałacu w Natolinie. W 2008 roku teren ten objęto miejscowym planem zagospodarowania przestrzennego obszaru Ursynów Południe-Kabaty, w którym to został przeznaczony na zieleń parkową i zieleń leśną.
Właściwe urządzeniu parku rozpoczęło się w 2008 roku, kiedy wybudowano zespół boisk sportowych z zapleczem do piłki nożnej, koszykówki i siatkówki w ramach programu Orlik 2012. W 2010 roku wybudowano środkową część. Powstały dwa place zabaw dla dzieci młodszych i starszych. Ich tematyką przewodnią jest wszechświat. Na terenie tego drugiego umieszczono zjeżdżalnię w kształcie rakiety. Powstały także park linowy, stoliki do gier planszowych oraz szachy terenowe. Zabudowę parku uzupełnia mostek w kształcie łuku będący punktem widokowym, a także rozarium z pergolami. W tym samym roku wzdłuż ul. Przy Bażantarni posadzono aleję lipową z drzew podarowanych przez czeskich szkółkarzy.
W latach 2012–2013 urządzono główną promenadę od ul. Przy Bażantarni, a także wybudowano dodatkowe chodniki i ścieżkę rowerową. W grudniu 2012 roku w parku umieszczono trzy rzeźby: „Rzeźbę w parku” autorstwa Michała Frydrycha przedstawiającą stalowy napis o tej treści oraz dwie rzeźby głów autorstwa Tomasza Górnickiego nieposiadające tytułu, a które mają przedstawiać głowy Wojciecha Kossaka i Juliana Fałata, którzy pojedynkowali się na pistolety w 1900 roku na terenie przyszłej dzielnicy Ursynów. W 2014 roku w parku powstał skatepark. W 2024 przeprowadzono renowację leśnej, wschodniej części parku, w jej zakresie m.in. urządzono strefę parkour/flow park i wybieg dla psów.
Od marca 2015 roku w każdą sobotę wokół parku odbywa się ursynowska edycja parkrunu. W 2018 roku wykonano oznaczenia trasy biegu sfinansowane z budżetu obywatelskiego.

## Galeria
| - Mostek w środkowej części parku - Plac zabaw ze zjeżdżalnią w kształcie rakiety - Rzeźba przy wejściu do parku od strony skrzyżowania al. KEN i ul. Przy Bażantarni - Rzeźby głów autorstwa Tomasza Górnickiego |